# St. Ignatius
St. Ignatius – miasto w Stanach Zjednoczonych, w stanie Montana, w hrabstwie Lake.